# Ґедгаудішке (Расейняйський район)
Ґедгаудішке (Gedgaudiškė) — хутір у Литві, Расейняйський район, Пагоюкайське староство. За 2 км північніше знаходиться село Жайгінюс, близькорозташований хутір Ґінтучяй, протікає річка Усанте.

## Принагідно
- Gedgaudiškė [Архівовано 6 липня 2017 у Wayback Machine.]

| Литва | Це незавершена стаття з географії Литви. Ви можете допомогти проєкту, виправивши або дописавши її. |